# Kiste Trui

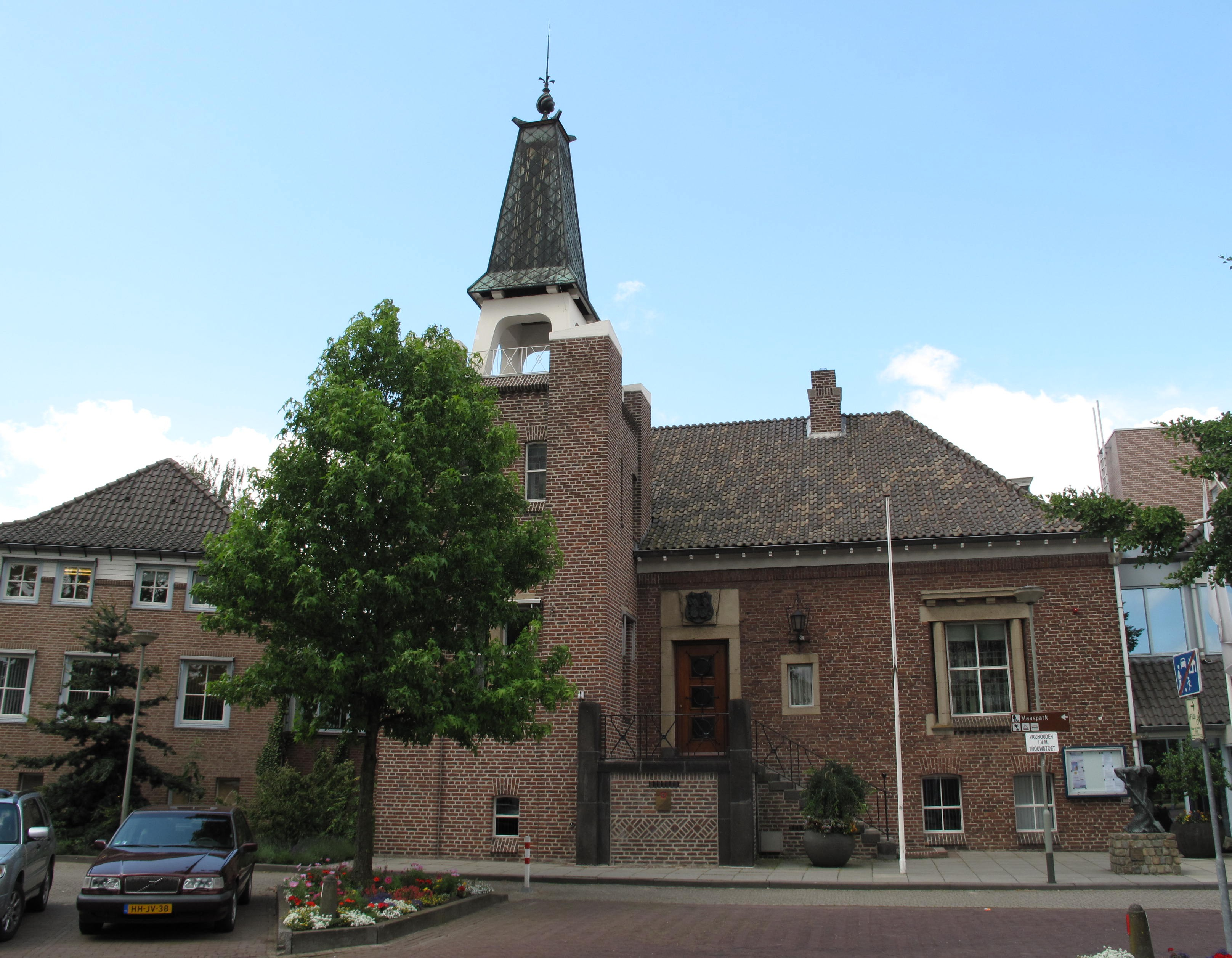
Het oude gemeentehuis van Mook met rechtsvoor het beeld van Kiste Trui van Peter Roovers.

Kiste Trui is de hoofdpersonage uit een volksverhaal dat zich in de buurtschap de Riethorst bij Plasmolen aan de voet van de Mookerheide zou hebben afgespeeld.
Trui was bezeten van de gedachte een schatkist met de krijgskas van Lodewijk en Hendrik van Nassau, die bij de Slag op de Mookerheide in 1574 sneuvelden, te vinden. Deze kist zou in de toenmalige moerassen aan de voet van de heuvels zijn verborgen. Trui heeft haar hele leven naar de kist gezocht, vandaar haar bijnaam. Dag na dag spitte zij met haar spade de grond om, tot ze er simpel van werd. De kist met geld is nooit gevonden.
Op het Raadhuisplein in Mook staat een bronzen standbeeld van haar van Peter Roovers. Ook het kapelletje van Onze-Lieve-Vrouw van de Dwaallichtjes aan de Mortel in Mook herinnert aan het verhaal. Naar Kiste Trui is ook het lokale gilde van restaurants genoemd. In de kinderspeeltuin De Schatkuul kunnen de kinderen een houten schatkist vinden.